# Raimon Carrasco
Raimon Carrasco i Azemar (Barcelona, 17 de febrero de 1924-20 de marzo de 2022) fue un empresario español. Fue presidente interino del Fútbol Club Barcelona entre 1977 y 1978.

## Biografía
Fue hijo del político catalanista Manuel Carrasco Formiguera, fusilado durante la guerra civil española, y de Pilar Azemar y Puig de la Bellacasa. Se vio obligado a exiliarse a Francia hasta 1940, después  se instaló en Madrid, donde estudió derecho y trabajó en una compañía de seguros, al tiempo que jugaba a hockey hierba en el club Junior. En 1945 regresó a Barcelona para trabajar en la Compañía Mediterránea de Seguros.
Se graduó en el IESE y se inició en el mundo empresarial en 1959 como director de la Compañía de Industrias Agrícolas de la mano de su tío. Fue vicepresidente del Banco Industrial de Cataluña (BIC) y de la compañía química Sinorgan, a la vez que fue consejero de la Liga Financiera, de FECSA, de la Constructura Ribas y Pradell y de la aseguradora Chasyr. Fue uno de los artífices de la modernización de las Cámaras de Comercio, Industria y Navegación en 1966.
Como su padre, militó en Unió Democrática de Catalunya, aunque no ocupó ningún cargo destacado. Fue uno de los directivos y último presidente de Banca Catalana. Fue presidente también de la Fundació Enciclopèdia Catalana de 2002 a 2006, miembro de la Fundació de la UPC y secretario de la Fundació Institut Guttmann.

### FC Barcelona
En 1968 entró en la junta del Fútbol Club Barcelona bajo la presidencia de Narcís de Carreras, primero como vocal y después como secretario, tras la dimisión de Marcel.lí Moreta. Fue vicepresidente en los dos mandatos de Agustí Montal i Costa (1969-1977), además de responsable de la Comisión Deportiva.
Finalizado el mandato Montal, Carrasco asumió la presidencia interina del club el 18 de diciembre de 1977, con el objetivo de conducir el proceso electoral, el primero democrático tras la dictadura. Su mandato concluyó el 1 de julio de 1978, con la victoria de José Luis Núñez en las urnas. Durante su etapa al frente del club se ganó la Copa del Rey y se marcharon Johan Cruyff y el técnico Michels. Durante la presidencia de Joan Laporta estuvo nuevamente vinculado al FC Barcelona como a miembro del Consejo Asesor de la Junta Directiva.

#### Títulos conseguidos
- Sección de fútbol: 1 título

- 1 Copa del Rey: 1977-1978.

- Sección de baloncesto: 1 título

- 1 Copa del Rey: 1977-1978.

- Sección de Hockey sobre patines: 3 títulos

- 1 OK Liga: 1977-1978.
- 1 Copa del Rey: 1977–1978.
- 1 Copa de Europa: 1977-1978.